# Omkar Prasad Nayyar
Omkar Prasad Nayyar (ur. 16 stycznia 1926 w Lahaur w Indiach Brytyjskich, obecnie Pakistan, zm. 28 stycznia 2007 w okolicach Bombaju) – jeden z najbardziej uznanych indyjski kompozytorów muzyki filmowej do rodzimych produkcji, lat 50. i 60. XX wieku. Był między innymi autorem muzyki do "CID" czy "Mr. & Mrs.'55". Znany był również z tego iż nosił wyłącznie białe szaty co stało się jego wizytówką rozpoznawczą. 

## Najbardziej znane kompozycje Nayyara pochodzą z filmów
- Aar Paar
- Naya Daur
- Tumsa Nahi Dekha
- Kashmir Ki Kali
- Mere Sanam
- Ek Musafir Ek Haseena.
- Phir Wohi Dil Laya hoon
- C I D
- Sawan Ki Ghata
- Raagini
- Kismat
- Phagun
- Howrah Bridge
- 12O'Clock
- Baap Re Baap
- Humsaaya
- Kalpana
- Pran Jaye Par Vachan Na Jayae
- Baharen Phir Bhi Aayaegi
- Johnny Walker
- Sambandh
- Ek Bar Muskurado
- Sone ki Chidiya